# Third-person shooter

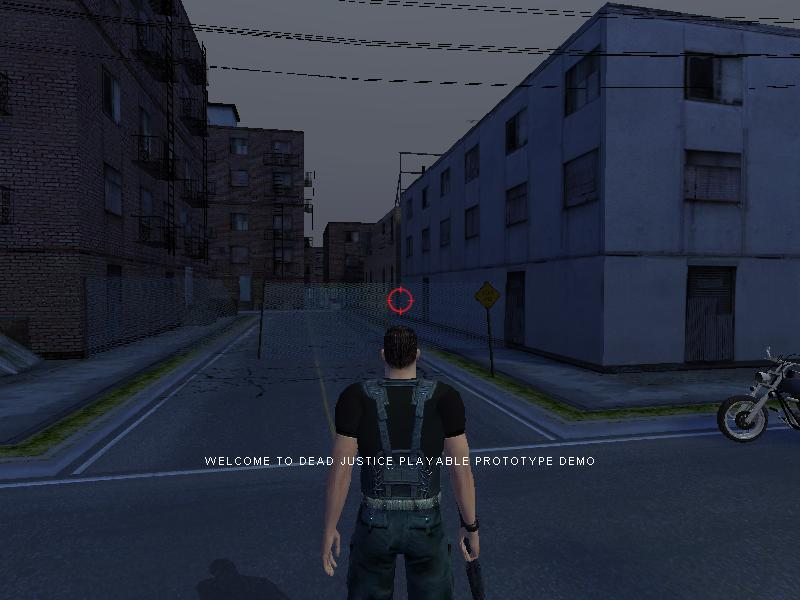
Perspectief in een third-person shooter

Een third-person shooter of TPS is een computerspelgenre. Zoals de naam al aangeeft gaat het om een schietspel, maar anders dan bij het genre first-person shooter bekijkt de speler de omgeving vanuit een derdepersoonsperspectief. Dit houdt in dat het lijkt alsof de speler achter het personage aan 'zweeft', terwijl hij of zij het personage bestuurt. Het voordeel hiervan is dat de speler een groter overzicht heeft en bijvoorbeeld snel en gemakkelijk links, rechts en achter het personage kan kijken.
Er moet in dit soort spellen door de ontwikkelaar een automatische camerabeweging worden geïmplementeerd. 

## Bekende third-person shooters
- Fortnite
- Gears of War-serie
- Battlefield Heroes
- Tomb Raider-serie
- Grand Theft Auto-serie (GTA III en later, met uitzondering van GTA Advance en Chinatown Wars)
- Resident Evil-serie
- Uncharted-serie